# ようへい
ようへい（1979年〈昭和54年〉3月18日 - ）は、日本のお笑い芸人、ラジオパーソナリティ、元落語家 。本名、堀川 陽平。
北海道芦別市出身。江別市在住。2019年12月より、『星の降る里あしべつ応援大使』を任命。

## 来歴
芦別市立緑ヶ丘小学校、芦別市立芦別中学校、北海道立芦別高等学校卒業
- 1997年3月 - 高校卒業後、上京して専門学校の日本映画学校（俳優科）に3～4ヶ月通うも退学し、落語家を志す。
- 1997年12月 - 桂歌春に入門（桂歌丸門下）。桂うららを名乗る。
- 2001年11月 - 二ツ目に昇進する。師匠のほか、桂歌丸、柳家小三治、笑福亭鶴光、林家たい平、桂枝太郎などに稽古をつけてもらう。
- 2006年2月 - 第16回・北とぴあ若手落語家競演会で「北とぴあ大賞」を受賞。同年、師匠と意見の相違から口論となり、結果、落語家を廃業。芸名をようへいに改名。以降、故郷である北海道を中心に活動する。
- 北海道に戻り、落語家時代に世話になっていた神田山陽の講談会で前説をしたところ、偶然居合わせたとついようこに推薦されてSTVテレビのどさんこワイド、STVラジオの中央競馬実況中継等の番組に出演。日高晤郎から話芸を認められ、ウイークエンドバラエティ 日高晤郎ショーにレギュラー出演する。
- 2019年4月、公式ウェブサイトとTwitterアカウントを開設。同時にブログ、瞑想会（ほぼ毎月1回以上開催）の開催案内等を公開している。
- 2020年7月、STVラジオの新番組「太陽系第13惑星」開始と同時に、YouTubeに「太陽系第13惑星」チャンネルを開設しYouTuberデビュー。

## 性格・エピソード
- 自身のラジオ番組・radikoのCMでは「芦別が生んだスーパースター」を自称している。
- なぞかけやダジャレを多数披露している。
- 非常に早口であり、話題がどんどん変わるため、話しについていけないというクレームが届くことがあるというが、「これが自分の特徴であり芸風であるから変えることはできない。合わなければ他へどうぞ」と述べている。
- 高所恐怖症であり、観覧車がとても苦手である。
- 元落語家という人前に出る仕事をしていたが、実は小心なところがあり、シャイで人見知りで自意識過剰であることを番組で告白している。

かつては他人の目を恐れるあまり、「スターバックスで注文方法が分からず入店できない」「てんやで唐辛子を使うのが恥ずかしい」「牛丼屋で「つゆだく」「ねぎだく」で注文ができない」「バスに乗り間違えても恥ずかしくて降りられない」などの状態だった。現在は「自分の体を見せるのが恥ずかしくて海やプールに行けない」状態である。
- かつては薄毛であり、番組で何度もネタにされていたが、医師による治療により現在は回復した。

- 腎結石、尿路結石に罹患し、救急搬送されたことがある。
- これまでに火事未遂を3度起こしている。1度目はコンロの火の消し忘れ、2度目はヤカンの空焚き、3度目は白熱灯の熱で布団を焦がしている。
- 趣味：ゴルフ、競馬、テレビゲーム、映画鑑賞、読書（1日1冊以上は読む）、大仏拝観、寂れた町の書店や玩具店巡り、全国各地のパワースポット巡り
- 特技：柔道初段、悩みながらの夜更かし
- 座右の銘・好きな言葉：死なない程度に頑張る、知足
- 好きな色：ピンク
- 好きな食べ物：甘い物全部
- 映画「男はつらいよ」の大ファンで、それをきっかけとして人脈が広がっている。
- 落語家時代の兄弟子は桂枝太郎。
- 専門学校時代の同級生は、アルコ&ピースの平子祐希。
- 生まれて初めて買ったCDは、GO-BANG'Sのあいにきて_I・NEED・YOU!。
- 競馬予想をする落語家として、週刊新潮から取材を受け、記事が載ったことがある。
- 競走馬「レッドサバス」の一口馬主だった。
- 前川清が馬主だった競走馬「アシベツヨウヘイ」は、自身の出身地と名前から命名されている。
- 出身地である芦別市で自身をモチーフにした「ようへいまんじゅう」（よねた製菓）が販売されている。
- 2005年10月に、実家に置いていた漫画約500冊と本棚を地元の芦別市にある児童センターに寄贈した。それを記念し、同児童センターに「桂うらら文庫」が設置されている[注釈 1]。
- テレビ・ラジオへの出演のほか、講演や司会業などでも活躍している。
- (株)ボディ・マインド・スピリット認定瞑想ファシリテーター、九星気学鑑定士の資格を持っている。
- 日高晤郎の死後に刊行された回想録「日高晤郎フォーエバー（エイチエス刊、川島博行 著）」 [1] では日高との思い出を語っている。
- 2021年頃より日本各地やタイ、中国、韓国などのパワースポットや、個人経営の書店を訪れるようになり、頻繁に旅行に出かけている。

## 出演番組

### 現在

#### ラジオ
- しゃかりき!ようへい商店（STVラジオ、2016年4月4日～現在）
  - 太陽系第13惑星（番組podcast、ラジオクラウド限定配信。前番組のYo!Hey!サンデー!から継続して配信。2013年3月24日～2020年6月28日配信分で一旦終了。2013年より年末特番がSTVラジオで放送されていた。）
  - ようへい商店バックヤード（ラジオクラウド限定配信。2020年7月5日～2025年3月31日。前出の「太陽系第13惑星」から改称。）
- ようへいの時短ブッククラブ（STVラジオ、2025年4月6日～）　毎週日曜日7:30～7:45
- ようへいと学ぼう！エンジョイ・ライフ（STVラジオ、2023年10月6日開始。毎週金曜日12:40～12:55）
- STVラジオ主催　道内自治体イベント司会（不定期。主に7月～9月） - 特別番組でイベントの模様が放送される。
- ようへいが行く！うまいんでないかい！日清食品（STVラジオ）
  - 日清食品製品の販売促進イベント。STVラジオ内の昼ワイド番組でイベントの模様が生放送される。不定期放送。

#### テレビ
- どさんこワイド（STVテレビ）「どさんこ調査隊」コーナー　（毎週水曜日）

#### ネット配信
- 渡邊愛子の瞑想エンタメちゃんねる（YouTubeチャンネル）

### 過去

#### ラジオ
- 鶴光の噂のゴールデンアワー - 「街角ステーション　とびだせ！大江戸そとまわり」中継リポーター（2000年4月～2003年3月（最終回まで）　月～木曜担当）（ニッポン放送）
- サンデージョッキー（NHKラジオ第一）- 「サンデーズ」として出演
- お気楽☆笑る～む（FMりべ～る）
- 中央競馬実況中継（STVラジオ）- 「ウイークエンドバラエティ 日高晤郎ショー」内コーナー。札幌競馬場、函館競馬場中継担当のほか、レース結果の読み上げ担当（2007～2008年）。
- さっぽろ吉本男まつり（STVラジオ）
- サンデーミュージックファイター（STVラジオ）- 2007年4月～2010年4月4日。
- Yo!Hey!サンデー!（STVラジオ）- 2010年4月11日～2016年4月3日。
- STVラジオ・チャリティー・ミュージックソン（STVラジオ）- 2011年メインパーソナリティ（総合司会）
- ウイークエンドバラエティ 日高晤郎ショー（STVラジオ） - 『ようへいの千客万来！笑いで繁盛！』コーナー担当（2008年4月5日～2018年4月7日）

- ウイークエンドバラエティ 日高晤郎ショー フォーエバー（STVラジオ）- 『ようへいの千客万来！笑いで繁盛！』コーナー担当（2018年4月14日～2019年3月23日）。
- 北海道新幹線開業スペシャル 中村こずえのみんなでニッポン日曜日! in函館（ニッポン放送、2016年3月27日（日）） - 特別番組パーソナリティ
- 藤井フミヤのオールナイトニッポンPremium（ニッポン放送（全国放送）、2017年11月15日（水）） - ゲスト出演
- のりお・ようへい・しろっぷのブチヌキッ！（STVラジオ）- 2019年8月5日
- STVラジオ開局60周年特別番組「ウイークエンドバラエティ日高晤郎ショーフォーエバー2022」（2022年4月3日）- 『ようへいの千客万来！笑いで繁盛！』コーナー担当
- STVラジオ開局60周年記念特別番組「ハーベストフェス2022」（2022年10月9日(日) 〜 2022年10月10日(月)）-『ハーベスト音楽祭』コーナー司会
- STVラジオ開局60周年特別企画サウンドプラントスペシャル「ようへいさんがクイズ100問挑戦したら正解率は何パーセント？」- 2023年4月2日（日）18:00～20:00
- 太陽系第13惑星（STVラジオ、2020年7月5日～2025年3月30日））。毎週日曜日7:30～7:45。前出のラジオクラウドで配信していた番組を、「太陽系第13惑星」として本放送でレギュラー化）。2025年4月から同時間帯に放送される「ようへいの時短ブッククラブ」開始に伴い、発展的に番組終了。
  - 本放送終了後、本放送に収まらなかった話の続きをラジオクラウドで毎週配信している。

#### テレビ
- ＢＳふるさと皆様劇場（NHK BS2）
- 明日のレース分析～馬券パラダイス～（グリーンチャンネル）
- うまくら（グリーンチャンネル）
- 北海道 味の物産市 グルメショッピング（STVテレビ）- 2014年12月6日
- どさんこサイエンス教室 驚き!最新!泡の力（STVテレビ）- 2019年6月29日
- どさんこサイエンス教室 守ろう！キレイな水（STVテレビ）- 2020年8月8日

## CM
- Nissho（イメージキャラクター。テレビ・ラジオCM、チラシ）
- 法律事務所ホームワン（ラジオCM）
- 北海道軽パーク（旧・軽自動車専門店クレタ）（ラジオCM）
- メガネのプリンス（ラジオCM）
- ニドークリニック（ラジオCM）
- 札幌炭火焼ジンギスカン・ポッケ（ラジオCM）
- 車買い取りラストチャンス（ラジオCM）
- 桐灰シャツクール、足の冷えない不思議な靴下（ラジオCM）
- グリコプレミアム熟カレー（ラジオCM）

## CD

### 落語家時代
- 宝船だよ!! 七福神（2001年2月、テイチク） ※笑福亭鶴光、田中美和子と共演